# Igreja Evangélica Luterana Estoniana

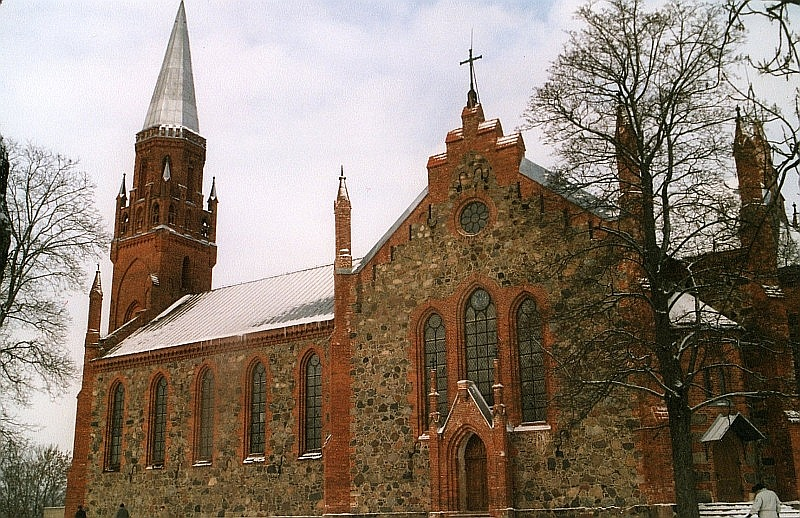
Igreja evangélica luterana São Paulo em Viljandi

A Igreja Evangélica Luterana Estoniana (em estoniano: Eesti Evangeelne Luterlik Kirik) é uma igreja cristã protestante, seguidora dos ensinamentos do teólogo alemão Martinho Lutero, uma das principais figuras da Reforma Protestante do século XVI, no país da Estônia; e cujos ensinamentos causaram a sua excomunhão pela Igreja Católica Apostólica Romana.
A Igreja Luterana Evangélica Estoniana (ILEE) foi constituída em 1949, quando a hierarquia da Igreja estoniana, Eesti Evangeeliumi Luteriusu Kirik, chefiada pelo bispo Johan Kõpp, fugiu para a Suécia em 1944. Quando a União Soviética invadiu a Estônia em 1940, a maioria das organizações cristãs foi dissolvidas, as propriedades da Igreja foram confiscadas, teólogos foram exilados na Sibéria e programas educacionais religiosos foram proscritos. Mais tarde, a Segunda Guerra Mundial trouxe a destruição de muitas igrejas. Somente a partir de 1988 foi que as atividades da Igreja foram renovadas devido a um movimento pela tolerância religiosa que teve início na União Soviética.
Em 2006 a Igreja Luterana Evangélica Estoniana contava com aproximadamente 200.000 membros.
A Igreja Luterana Evangélica Estoniana faz parte da Federação Luterana Mundial.

## Liderança
A Igreja da Estônia possui política episcopal, e é liderada por cinco bispos, incluindo o arcebispo que serve como primaz. O arcebispo possui autoridade geral, e sob sua autoridade há quatro jurisdições, cada uma com bispo próprio.
| Diocese                         | Catedral                | Sede     | Bispo atual   |
| ------------------------------- | ----------------------- | -------- | ------------- |
| Arquidiocese de Tallinn         | Catedral de Santa Maria | Tallinn  | Urmas Viilma  |
| Diocese da Região Oeste e Norte | Catedral de São Nicolau | Haapsalu | Tiit Salumäe  |
| Diocese da Região Sul           |                         | Tartu    | Joel Luhamets |
| Diocese Extra-Estoniana         |                         | Canadá   | Vacante       |

Após a aposentadoria de Andres Põder como arcebispo, o atual arcebispo é Urmas Viilma, consagrado em 2 de fevereiro de 2015.
Durante a ocupação soviética da Estônia, o Arcebispo foi exilado, o que resultou na formação de uma igreja paralela, a Igreja Evangélica Luterana Estoniana no Exterior, que até 2010 existiu como independente com o seu próprio arcebispo situado no Canadá. Em 2010 as duas igrejas foram reunidas, e a anteriormente igreja do exterior tornou-se uma diocese da Igreja Evangélica Luterana Estoniana, chama de Diocese Extra-Estoniana (estoniano: Välis-Eesti piiskopkond).